# Zapornica na Ljubljanici
Zapornica na Ljubljanici je monumentalna vodna zapornica, ki stoji na koncu reguliranega korita Ljubljanice med Poljanskim nasipom in Vrazovim trgom v bližini Cukrarne vzhodno od stare Ljubljane. Služi za uravnavanje vodostaja Ljubljanice v središču Ljubljane. V bližini prečkata Ljubljanico še nov Fabianijev most (dolvodno) in Šempetrski most (gorvodno).
Zgrajena je bila leta 1944 po načrtih Jožeta Plečnika, ki si jo je zamislil kot simbolični zaključek mestnega središča in slovo Ljubljanici, pa tudi kot povezovalni element med promenadama v smeri proti mestu. Trije stolpi, ki jih povezuje brv za pešce, skrivajo mehanizem zapornice, vse skupaj pa sloni na mogočnem stebrovju. Zaradi monumentalne zasnove jo nekateri označujejo kar za slavolok.
Plečnik si je poleg zapornice zamislil tudi vodni pristan in manjšo elektrarno za potrebe bližnje bolnice, ki pa na koncu nista bila realizirana. Projekt po Plečnikovem načrtu iz leta 1939 so z velikimi težavami izpeljali šele med drugo svetovno vojno leta 1944 pod vodstvom stavbenika Matka Curka. Danes ima v sklopu Plečnikove zapuščine status kulturnega spomenika državnega pomena.
28. julija 2021 je bila dodana na seznam Unescove svetovne dediščine v okviru vpisa Dela Jožeta Plečnika v Ljubljani – urbano oblikovanje po meri človeka.

## Opis
Arhitektura zapornice je zasnovana tako, da jez sestavljajo trije armiranobetonski oporniki – piloni – širine 2,4 m, med njimi sta pretočni polji širine 12,25 m, ki ju zapirata dva para zapornic: par je sestavljen iz spodnje kotalne in zgornje drsne zapornice. Nivo prelivnega praga je na koti 281,41 m nadmorske višine.
Opornika sta obložena s kamnito oblogo, vse skupaj pa spominja na arhitekturo templjev. Krasijo ju na eni strani stebri z dorskimi kapiteli z nekakšnimi etruščanskimi posodami, izklesanimi z zmajevimi glavami, na drugi strani pa stebri z jonskimi kapiteli s stiliziranimi človeškimi glavami, ki nosijo brv čez reko. Ostrešje opornikov je poudarjeno z okrasnim vencem.